# نمای کلی افغانستان

پرچم افغانستان

موقعیت افغانستان

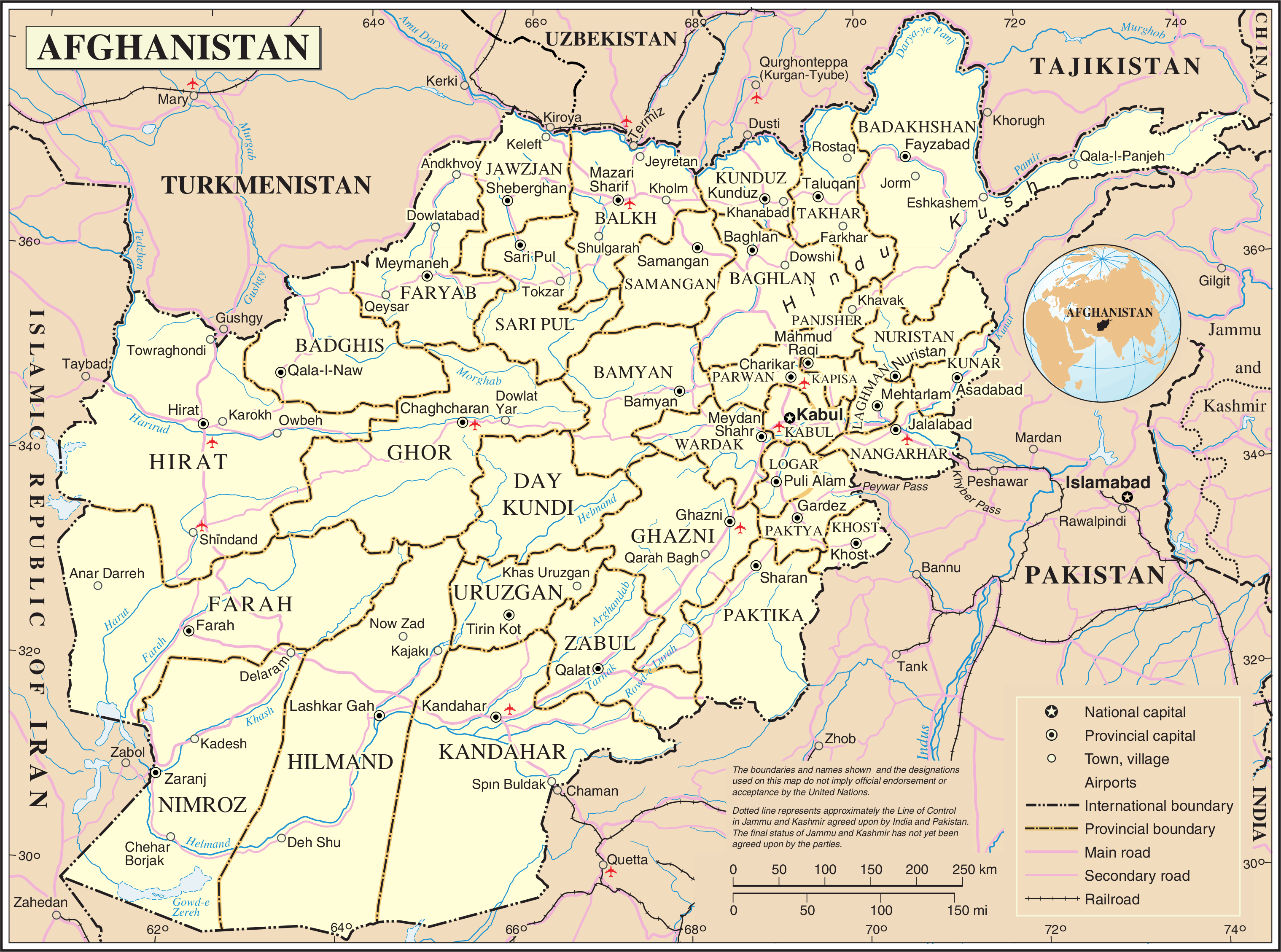
نقشه قابل بزرگنمایی افغانستان

فهرست زیر به عنوان یک مرور کلی و راهنمای موضوعی در مورد افغانستان ارائه شده:
افغانستان – کشور مستقل محصور در خشکی واقع در آسیای مرکزی. از اواخر دهه ۱۹۷۰ افغانستان یک وضعیت مداوم جنگ داخلی را تجربه کرده است.

## اطلاعات عمومی
- تلفظ:
- نام رایج کشور به فارسی: افغانستان

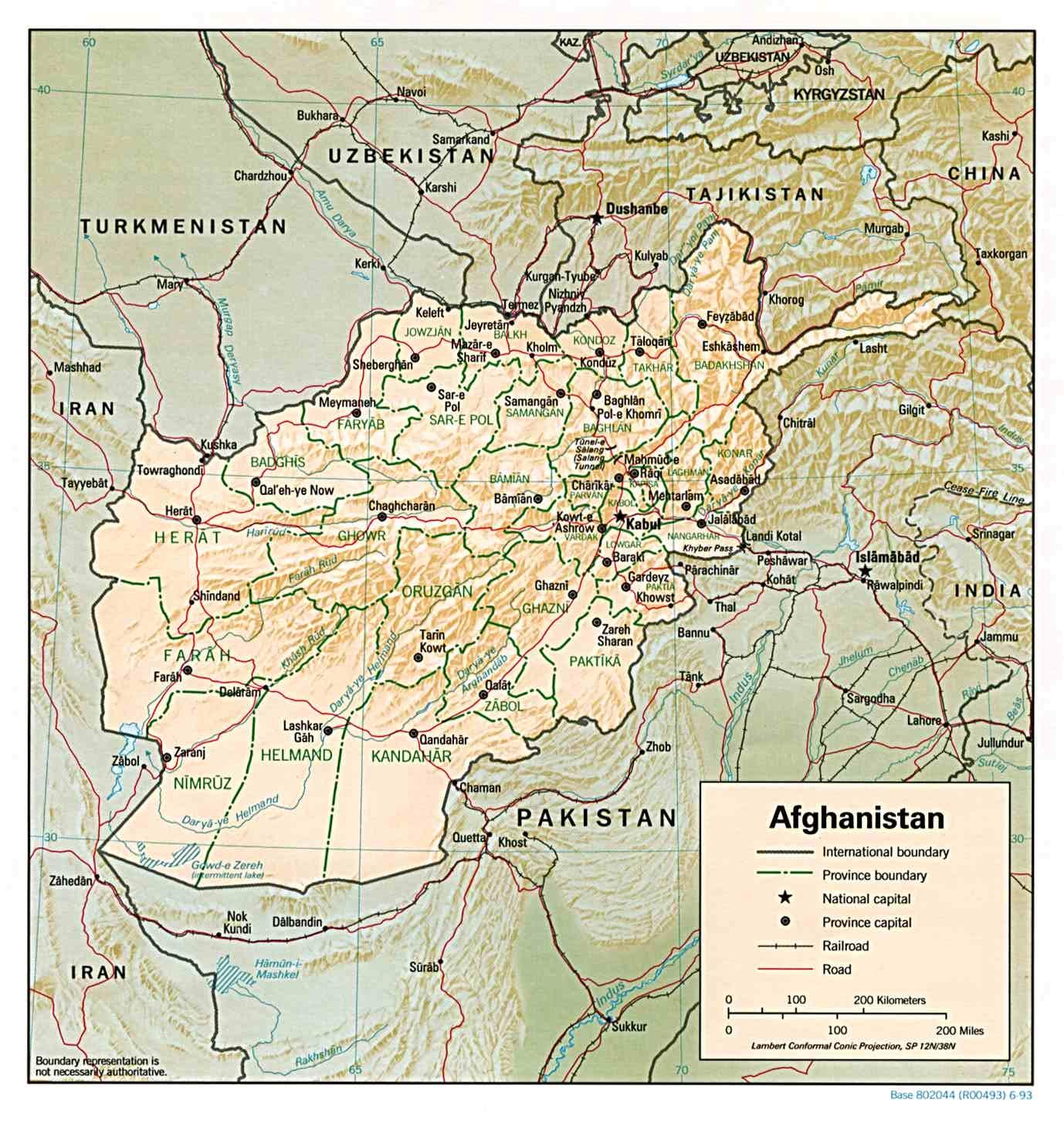
نقشه برجسته قابل بزرگنمایی از افغانستان

- نام رسمی کشور به فارسی: امارت اسلامی افغانستان
- نام (های) متداول:
- نام (های) رسمی:
- صفت(ها): افغان و افغانستانی
- اهلیت نام(ها): افغان‌ها
- ریشه‌شناسی: نام افغانستان
- رتبه‌بندی بین‌المللی افغانستان
- کدهای کشور ISO: AF, AFG, 004
- کدهای منطقه ISO: ISO 3166-2:AF را ببینید
- کد دامنه سطح بالایاینترنتی کشور: .af

## جغرافیا افغانستان
جغرافیای افغانستان

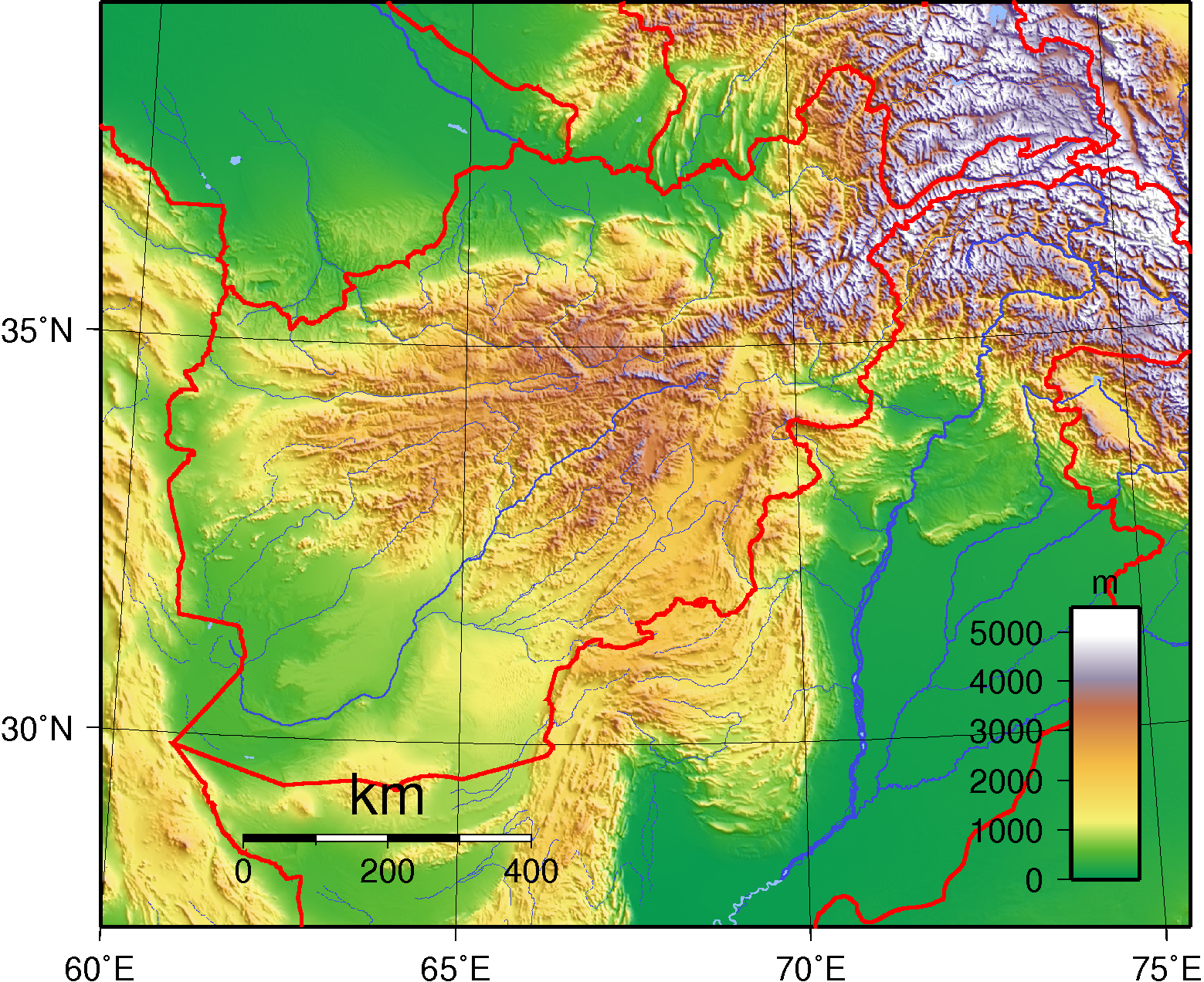
نقشه توپوگرافی قابل بزرگنمایی افغانستان

- افغانستان: یک کشور محصور در خشکی است
- مکان:
  - نیم‌کره شمالی و نیم‌کره شرقی
    - اوراسیا
      - آسیا
        - (آسیای مرکزی)

  - خاورمیانه بزرگ
    - فلات ایران

  - منطقه زمانی: UTC+04:30
  - نقاط افراطی افغانستان
    - بالاترین نقطه: نوشاخ ۷٬۴۹۲ متر (۲۴٬۵۸۰ فوت)
    - پایین‌ترین نقطه: آمودریا ۲۵۸ متر (۸۴۶ فوت)

  - مرزهای زمینی: ۵۵۲۹ کیلومتر

 پاکستان 2,430 کیلومتر
 تاجیکستان 1,206 کیلومتر
 ایران 936 کیلومتر
 ترکمنستان 744 کیلومتر
 ازبکستان 137 کیلومتر
 چین 76 کیلومتر
- خط ساحلی: ندارد

- جمعیت افغانستان: ۳۹٬۸۶۴٬۰۸۲ (سال ۲۰۲۱) - ۳۶مین کشور پرجمعیت[۱]
- مساحت افغانستان: ۶۵۲٬۸۶۰ کیلومتر مربع (۲۵۲٬۰۷۰ مایل مربع) - ۴۰مین کشور بزرگ
- اتلس افغانستان

### مناطق افغانستان

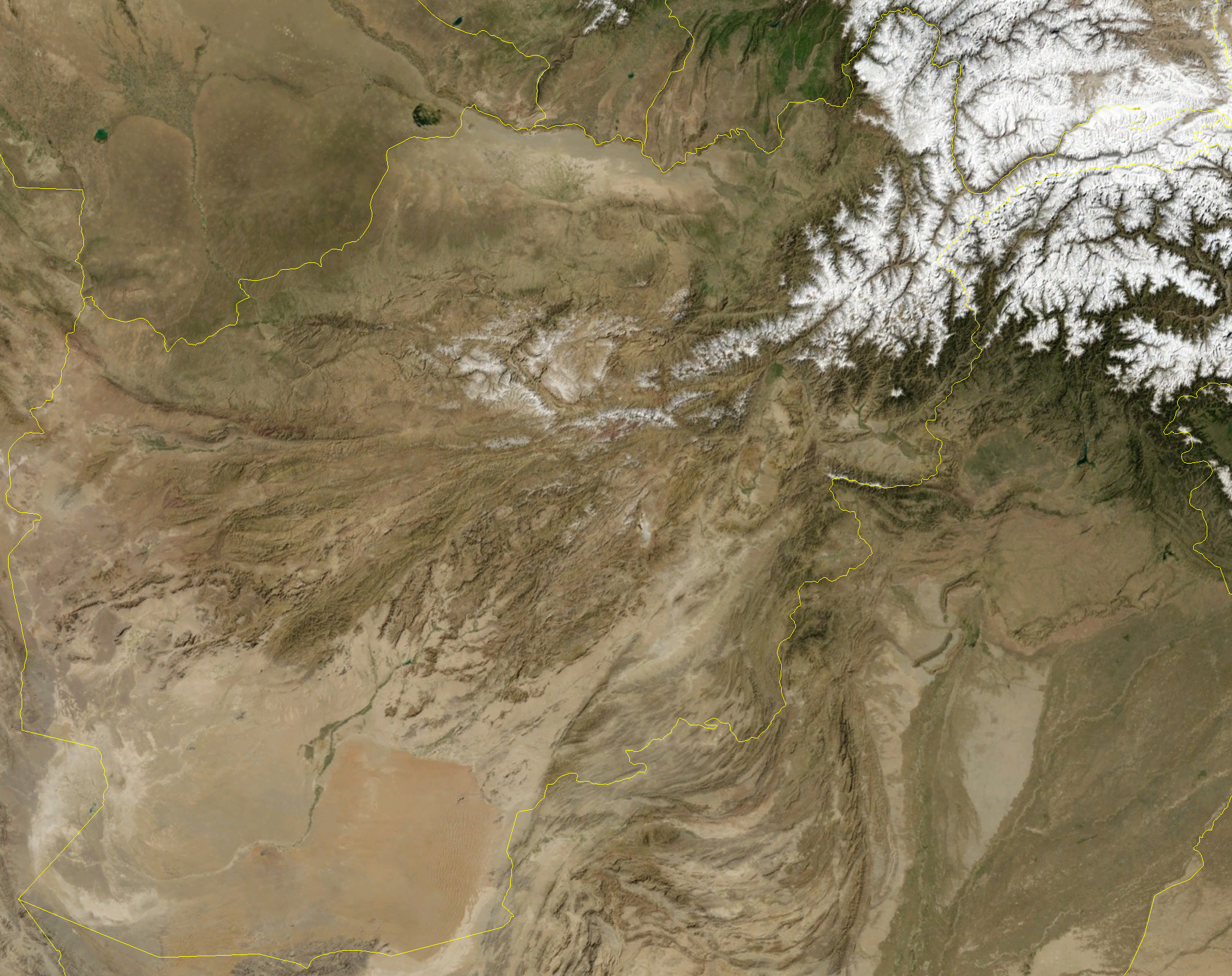
تصویر ماهواره ای بزرگ کننده افغانستان

محیط زیست افغانستان
- آب و هوای افغانستان
- اکومناطق در افغانستان
- مسائل زیست‌محیطی در افغانستان
- مناطق حفاظت شده افغانستان
- انرژی‌های تجدید پذیر در افغانستان
- حیات وحش افغانستان
- جانوران افغانستان
  - پرندگان افغانستان
  - پستانداران افغانستان

#### ویژگی‌های جغرافیای طبیعی افغانستان
- کوه‌های افغانستان
  - آتشفشان‌ها در افغانستان
- رودخانه‌های افغانستان
- فهرست میراث جهانی در افغانستان

### جمعیت‌شناسی افغانستان
مناطق افغانستان

#### بوم‌ناحیه‌های افغانستان
فهرست بوم‌ناحیه‌های افغانستان

#### تقسیمات اداری افغانستان

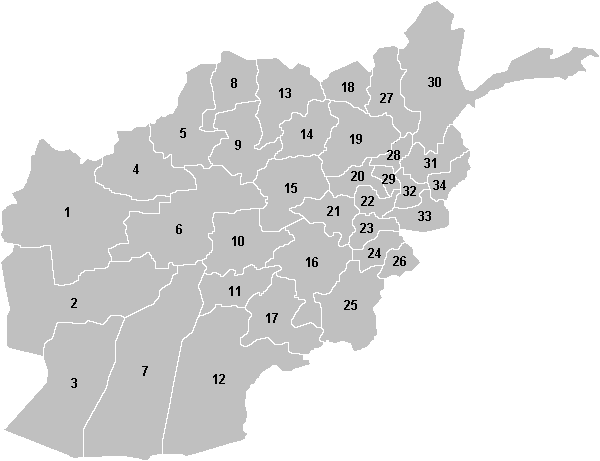
نقشه افغانستان با خطوط مرزی ولایت‌هایش.

تقسیمات اداری افغانستان
- ولایت‌های افغانستان
  - ولسوالی‌های افغانستان

##### ولایت‌های افغانستان
ولایت‌های افغانستان
1. ولایت بدخشان
2. ولایت بادغیس
3. ولایت بغلان
4. ولایت بلخ
5. ولایت بامیان
6. ولایت دایکندی
7. ولایت فراه
8. ولایت فاریاب
9. ولایت غزنی
10. ولایت غور
11. ولایت هلمند
12. ولایت هرات
13. ولایت جوزجان
14. ولایت کابل
15. ولایت قندهار
16. ولایت کاپیسا
17. ولایت خوست
18. ولایت کنر
19. ولایت کندز
20. ولایت لغمان
21. ولایت لوگر
22. ولایت ننگرهار
23. ولایت نیمروز
24. ولایت نورستان
25. ولایت اروزگان
26. ولایت پکتیا
27. ولایت پکتیکا
28. ولایت پنجشیر
29. ولایت پروان
30. ولایت سمنگان
31. ولایت سرپل
32. ولایت تخار
33. ولایت وردک
34. ولایت زابل

##### ولسوالی‌های افغانستان
ولسوالی‌های افغانستان
افغانستان به بیش از ۳۹۸ ولسوالی تقسیم شده است.

##### شهرداری‌های افغانستان
شهرداری‌های افغانستان
- پایتخت افغانستان: کابل
- شهرهای افغانستان

### جمعیت‌شناسی افغانستان
جمعیت‌شناسی افغانستان

## حکومت و سیاست افغانستان
سیاست افغانستان
- طالبان
- ارتش افغانستان

### ساختار حکومت
دولت افغانستان
- رهبر عالی افغانستان
- نخست‌وزیر افغانستان
- معاون رهبر افغانستان
- رئیس قوه قضاییه افغانستان
- شورای رهبری
- شورای وزیران

## حکومت و سیاست جمهوری اسلامی افغانستان (۲۰۰۴–۲۰۲۱)
سیاست جمهوری اسلامی افغانستان
- شکل حکومت: جمهوری اسلامی
- پایتخت افغانستان: کابل
- انتخابات در افغانستان
  - انتخابات ریاست جمهوری افغانستان، ۲۰۰۹
  - انتخابات پارلمانی افغانستان، ۲۰۰۵
  - انتخابات ریاست جمهوری افغانستان، ۲۰۰۴
- احزاب سیاسی در افغانستان
- مالیات در افغانستان

### شعبه‌های حکومت
دولت جمهوری اسلامی افغانستان

#### قوه مجریه حکومت جمهوری اسلامی افغانستان
- رئیس کشور و رئیس دولت: رئیس‌جمهور افغانستان
- کابینه وزیران افغانستان

#### قوه مقننه حکومت افغانستان اسلامی
- شورای ملی افغانستان (دو مجلسی)
  - مجلس علیا: مجلس بزرگان (مشرانو جرگه)
  - مجلس سفلی: مجلس مردم (ولسی جرگه)

#### قوه قضائیه حکومت افغانستان اسلامی
- دادگاه عالی افغانستان (ستره محکمه)
  - رئیس قوه قضاییه افغانستان
  - محاکم عالی افغانستان
    - محاکم استیناف افغانستان
      - دادگاه‌های منطقه ای افغانستان
        - محاکم محلی افغانستان

### روابط خارجی افغانستان
روابط خارجی افغانستان
- نمایندگی‌های دیپلماتیک در افغانستان
- نمایندگی‌های دیپلماتیک افغانستان
- روابط ایالات متحده و افغانستان
- گروگان‌های خارجی در افغانستان

#### عضویت در سازمان بین‌المللی
جمهوری اسلامی افغانستان عضو سازمان‌های زیر است:
| - بانک توسعه آسیایی (ADB) - طرح کلمبو (CP) - سازمان همکاری اقتصادی (ECO) - فائو (FAO) - گروه ۷۷ (G77) - آژانس بین‌المللی انرژی اتمی (IAEA) - بانک بین‌المللی بازسازی و توسعه (IBRD) - سازمان بین‌المللی هوانوردی کشوری (ICAO) - دیوان کیفری بین‌المللی (ICCt) - اینترپل (Interpol) - انجمن توسعه بین‌الملل (IDA) - شرکت مالی بین‌المللی (IFC) - صندوق بین‌المللی توسعه کشاورزی (IFAD) - سازمان بین‌المللی کار (ILO) - صندوق بین‌المللی پول (IMF) - کمیته بین‌المللی المپیک (IOC) - سازمان بین‌المللی مهاجرت (IOM) - سازمان بین‌المللی استانداردسازی (ISO) (correspondent) - اتحادیه بین‌المللی مخابرات (ITU) - سازمان بین‌المللی ارتباطات ماهواره‌ای (ITSO) | - بانک توسعه اسلامی (IDB) - آژانس چندجانبه تضمین سرمایه‌گذاری (MIGA) - جنبش عدم تعهد (NAM) - سازمان امنیت و همکاری اروپا (OSCE) (partner) - سازمان منع سلاح‌های شیمیایی (OPCW) - سازمان همکاری اسلامی (OIC) - سازمان همکاری شانگهای (SCO) (guest) - South Asia Co-operative Environment Programme (SACEP) - اتحادیه همکاری‌های منطقه‌ای جنوب آسیا (SAARC) - سازمان ملل متحد (UN) - آنکتاد (UNCTAD) - یونسکو (UNESCO) - سازمان توسعه صنعتی ملل متحد (UNIDO) - اتحادیه جهانی پست (UPU) - سازمان جهانی گمرک (WCO) - فدراسیون جهانی اتحادیه‌های کارگری (WFTU) - سازمان جهانی بهداشت (WHO) - سازمان جهانی مالکیت فکری (WIPO) - سازمان جهانی هواشناسی (WMO) - سازمان جهانی گردشگری (UNWTO) - سازمان تجارت جهانی (WTO) |

### قانون و نظم در جمهوری اسلامی افغانستان
قانون افغانستان
- شاهدانه در افغانستان
- مجازات اعدام در افغانستان
- قانون اساسی افغانستان
- جنایت در افغانستان
- حقوق بشر در افغانستان
  - حقوق دگرباشان جنسی در افغانستان
  - آزادی مذهب در افغانستان
- اجرای قانون در افغانستان

### ارتش جمهوری اسلامی افغانستان
نیروهای مسلح افغانستان (۲۰۰۲–۲۰۲۱)
- فرمان
  - فرمانده کل قوا:
    - رئیس‌جمهور افغانستان
- نیروهای امنیت ملی افغانستان
  - نیروهای مسلح افغانستان
    - ارتش ملی افغانستان
    - نیروی هوایی افغانستان

  - پولیس ملی افغانستان
  - پولیس محلی افغانستان
  - پولیس سرحدی افغانستان
  - ریاست امنیت ملی

### حکومت محلی در افغانستان
حکومت محلی در افغانستان

## تاریخ افغانستان
تاریخ افغانستان
- جدول زمانی تاریخ افغانستان
- رویدادهای جاری افغانستان

### بر اساس دوره
- تاریخ افغانستان (پیش از اسلام)
- خراسان بزرگ
- فتوحات مسلمانان در افغانستان
- تاریخ عرب‌ها در افغانستان
- حمله مغول به آسیای مرکزی
- سلسله هوتکیان
- محاصره قندهار
- امپراتوری درانی
- سومین نبرد پانی‌پت
- جنگ جمرود
- جنگ اول افغان و انگلیس
- جنگ دوم افغان و انگلیس
- جنگ سوم افغان و انگلیس
- نفوذ اروپا در افغانستان
- اصلاحات امان‌الله خان و جنگ داخلی
- سلطنت نادرشاه و ظاهر شاه
- جمهوری داوود افغانستان
- جمهوری دموکراتیک افغانستان
- جنگ شوروی و افغانستان
- تاریخ افغانستان از سال ۱۹۹۲
- جنگ در افغانستان (۲۰۰۱–۲۰۲۱)

### بر اساس موضوع
- تاریخ اعراب در افغانستان
- تاریخ نظامی افغانستان

## فرهنگ افغانستان

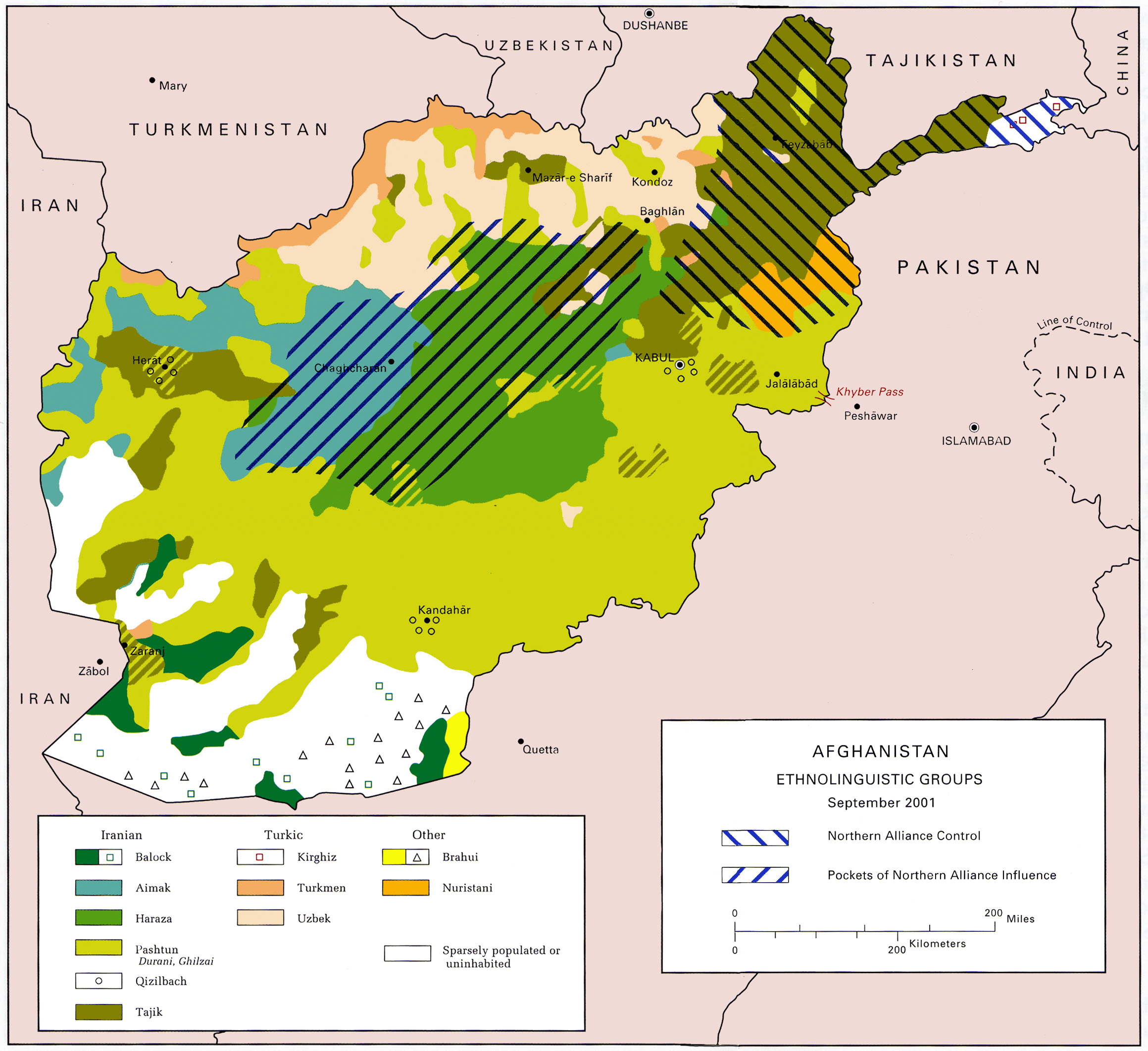
گروه‌های قومی‌زبانی افغانستان

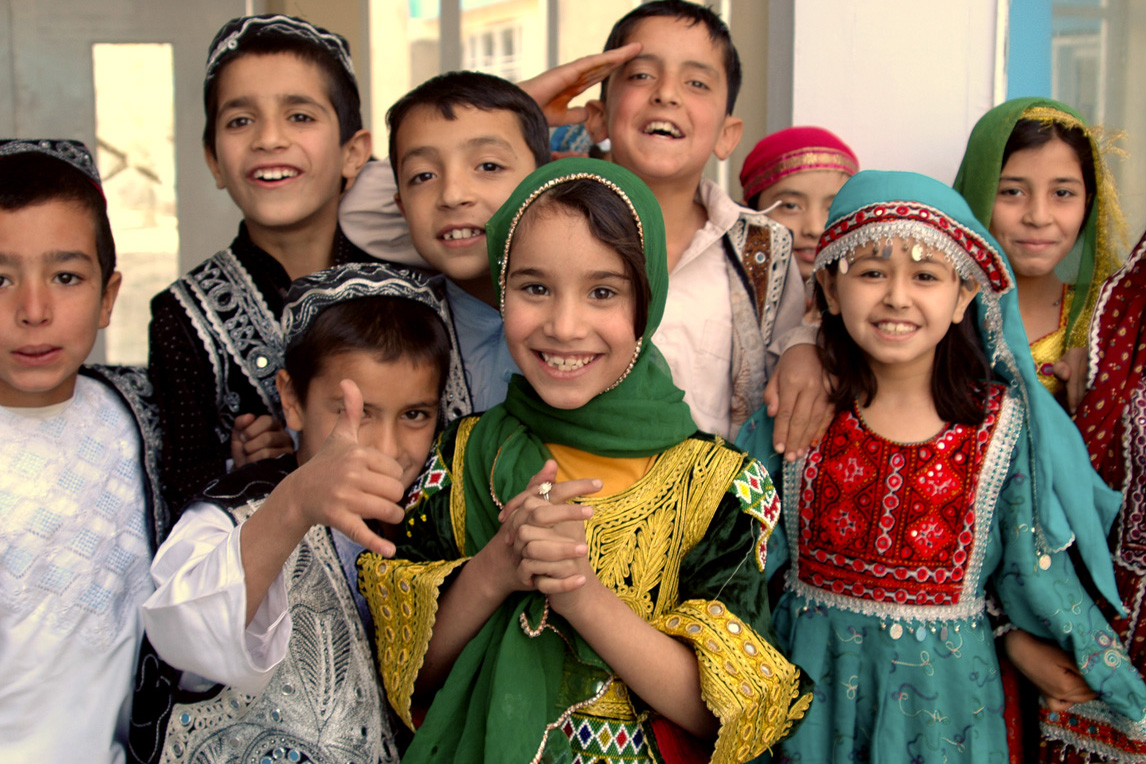
دختران و پسران افغانستان در کابل

فرهنگ افغانستان
- عکس‌های قدیمی از افغانستان
- چگونه کنف توانست افغانستان را نجات دهد
- افغانستان: پیدایش مرحله نهایی *[http://www.afghan-web.com/language/ نگاهی به زبان‌های صحبت شده در افغانستان
- بیش از ۱۲۵ عکس سفر اخیر از افغانستان

### هنر در افغانستان
- هنر در افغانستان
  - سینمای افغانستان
  - موسیقی افغانستان
  - تلویزیون در افغانستان

### محیط زیست افغانستان
- مردم افغانستان
  - مردم پشتون
  - مردم تاجیک
  - فارسیوان
  - قزلباش
  - مردم هزاره
  - مردم ازبکستان
  - مردم ترکمن
  - مردم بلوچ
  - مردم نورستانی
  - عرب‌ها
  - فارسی (دری)
  - مسلمان سنی
  - مسلمان شیعه

### دین در افغانستان
- رده:گروه‌های قومی در افغانستان
- معماری افغانستان
- آشپزی افغانستان
- نقش‌های جنسیتی در افغانستان
- زبان‌های افغانستان
- رسانه‌ها در افغانستان
- نمادهای ملی افغانستان
  - نشان افغانستان
  - پرچم افغانستان
  - سرود ملی افغانستان
- مردم افغانستان
  - اقلیت‌های قومی در افغانستان
- تن‌فروشی در افغانستان
- تعطیلات رسمی در افغانستان
- فهرست میراث جهانی در افغانستان

### ورزش در افغانستان
ورزش در افغانستان
- هنر در افغانستان
  - سینمای افغانستان
  - موسیقی افغانستان
  - تلویزیون در افغانستان

## اقتصاد و زیرساخت‌های افغانستان
اقتصاد افغانستان
- رتبه اقتصادی، بر اساس تولید ناخالص داخلی اسمی (۲۰۰۷): ۱۱۹ (یکصد و نوزدهم)
- کشاورزی در افغانستان
- ارتباطات در افغانستان
  - اینترنت در افغانستان
- شرکت‌های افغانستان
- واحد پول افغانستان: افغانی
  - ISO 4217: AFN
- انرژی در افغانستان
  - انرژی در افغانستان
- مراقبت‌های بهداشتی در افغانستان
- استخراج معادن در افغانستان
- مالیات در افغانستان
- گردشگری در افغانستان
- سیاست ویزا افغانستان
- حمل و نقل در افغانستان
  - فرودگاه‌های افغانستان
  - حمل و نقل ریلی در افغانستان

## آموزش در افغانستان
آموزش در افغانستان

## بهداشت در افغانستان
بهداشت در افغانستان